# SŽD-Baureihe ЭД9
Der ЭД9 (ED9) ist ein bei der Maschinenfabrik Demichowo gebauter Triebzug, der speziell im Vorortverkehr in Russland und den Nachfolgestaaten der ehemaligen UdSSR eingesetzt wird. Er war ursprünglich ein für die Rīgas Vagonbūves Rūpnīca als Baureihe ЭР27 (ER27) gedachter Triebzug mit einer Kastenlänge von 21,5 m als Bauform einer entsprechenden Wagenfamilie. Letztendlich wurde er als Reihe ЭД9 (ED9) bei der Maschinenfabrik Demichowo gebaut. Er kann als die Wechselstrom-Variante der SŽD-Baureihe ЭД2 bezeichnet werden, diese erschien 1992. Ab dem ЭД9M (ED9M) hatten die Fahrzeuge große Ähnlichkeit mit der RŽD-Baureihe ЭД4.

## Beschreibung

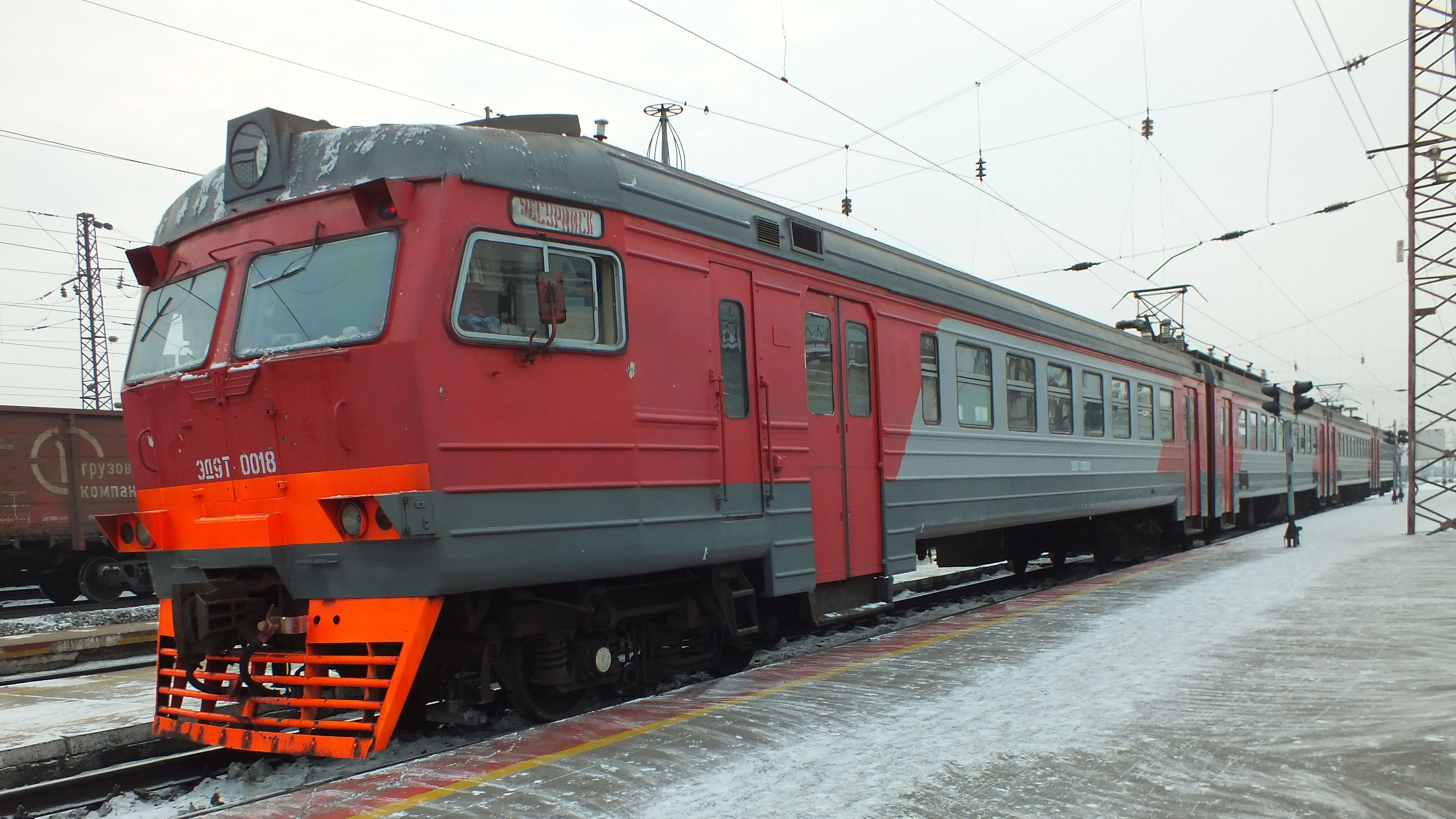
ЭД9Т-0018

Die Elektrozüge der Serie ЭД9 (ED9), beginnend mit dem ЭД9T (ED9T) waren zu ihrer Entstehungszeit mit der SŽD-Baureihe ЭД2 sehr ähnlich, nur waren sie für den Betrieb unter 25 kV Wechselstrom 50 Hz gedacht. Zum Stand 2014 wurden insgesamt 299 Fahrzeuge gebaut, und zwar von der Reihe ЭД9Т (ED9T) 27 Fahrzeuge mit den Inventarnummern 0001–0027, von der Reihe ЭД9M (ED9M) und Reihe ЭД9MK (ED9MK) 239 Fahrzeuge mit den Inventarnummern 0028–0267, und von der Reihe ЭД9Э (ED9E) 32 Fahrzeuge mit den Inventarnummern 0001–0032.

### Beschreibung des ЭД9Т

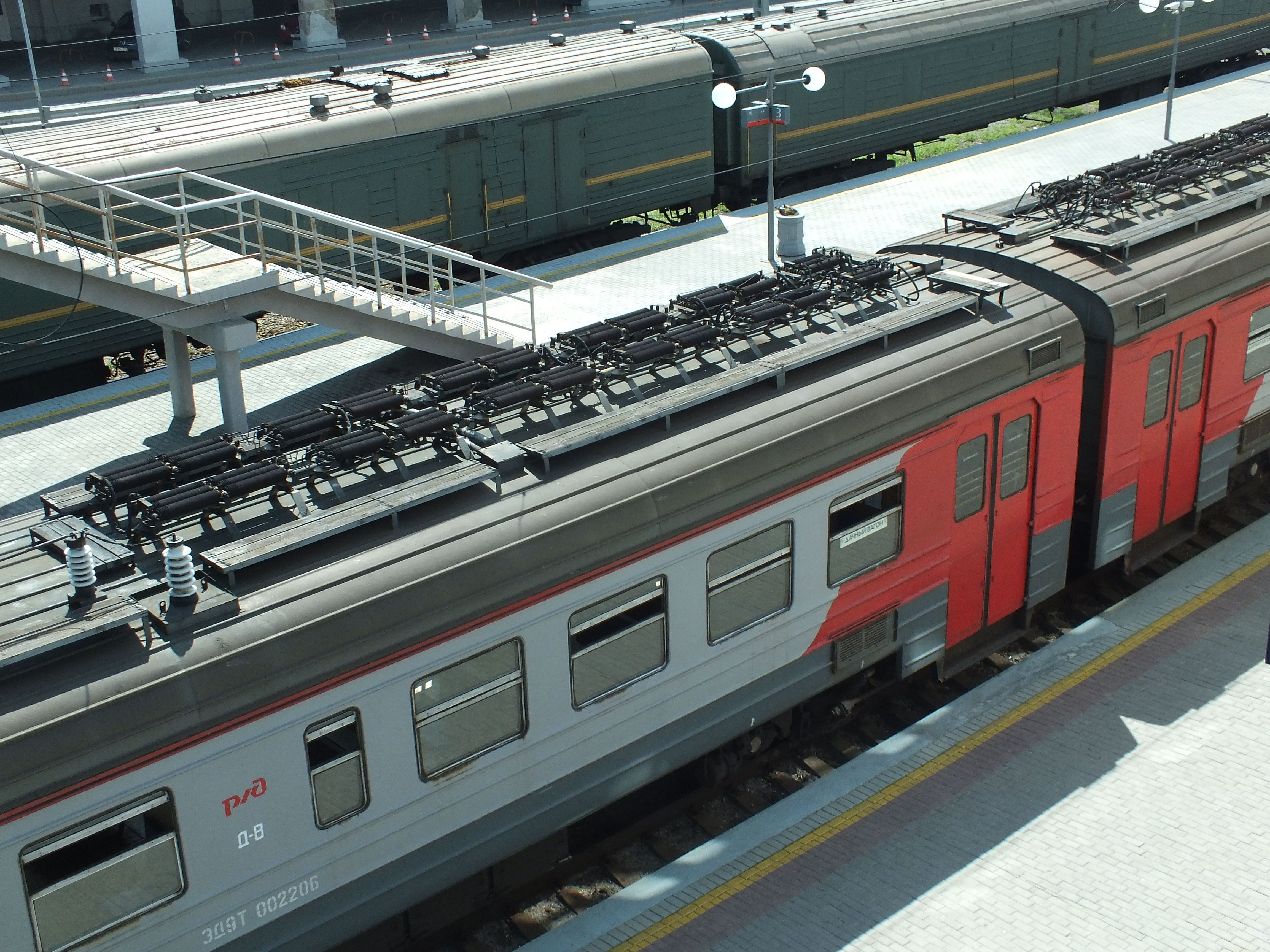
Foto des ЭД9Т, Foto der Bremswiderstände auf dem Dach des Fahrzeuges

Von den Elektrozügen der Reihe ЭД9Т (ED9T) wurden 27 Fahrzeuge als 8- bzw. 10-Wagen-Einheit geliefert. Sie trugen die Inventarnummern von 0001 bis 0027. Heutzutage wird die Reihe nicht mehr ausgeliefert. Von der Inventarnummer 0028 werden die Fahrzeuge als Reihe ЭД9M (ED9M) bzw. ЭД9MK (ED9MK) ausgeliefert. Die Elektrozüge sind mit der Rekuperationsbremse ausgerüstet. 
Zusätzlich wurden ab 1999 nachträglich 30 Beiwagen gleichen Types mit der Bezeichnung ЭД9Т.3001 (ED9T.3001) bis ЭД9Т.3030 (ED9T.3030) ausgeliefert. Diese Fahrzeuge waren nicht für die Triebzüge gedacht, sie wurden für Züge verwendet, die jeweils aus zehn Wagen und zwei Lokomotiven der Reihe SŽD-Baureihe ВЛ80 oder SŽD-Baureihe 2ТЭ10В an den Enden bestand. Sie wurden bei den Eisenbahnen im Oblast Nischni Nowgorod verwendet. Nach dem Ersatz der Einheiten durch Triebzüge der Reihe RA2 wurden die Beiwagen in das Depot Kirow gegeben, die Diesellokomotiven wurden weiter in den Rangier- und Ausfuhrdienst verwendet. 

### Beschreibung des ЭД9M/ЭД9MK

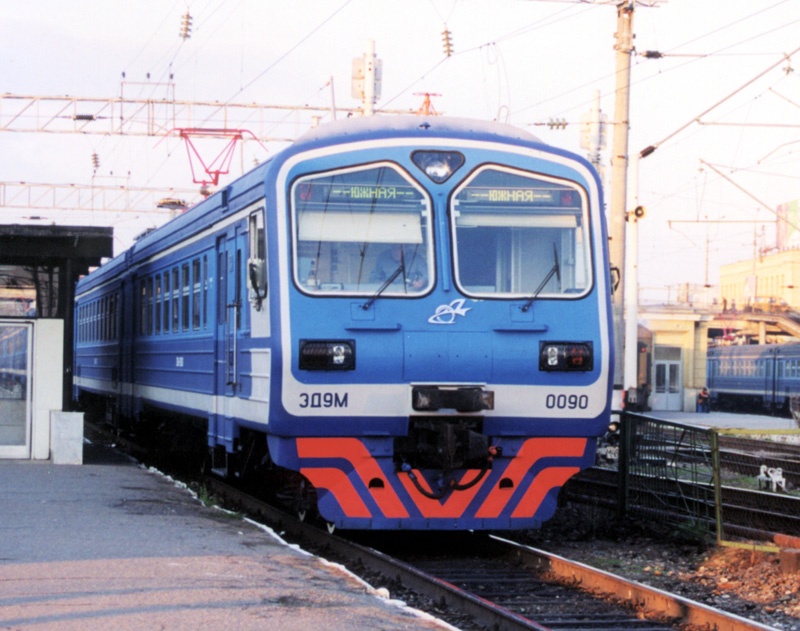
Foto des ЭД9M.0090 2004 in Wolgograd

Die Kästen des Wagens und die Drehgestelle der Elektrozüge ЭД9M/ЭД9MK (EД9M/ED9MK) sind analog denen der Triebzüge ЭД4M für den Gleichstrom - Betrieb. Äußerlich sind beide Fahrzeuge fast nicht voneinander zu unterscheiden. Im Inneren besaßen die ЭД9M/ЭД9MK (EД9M/ED9MK) bei der Auslieferung Schränke, in denen die Hochspannungsausrüstung untergebracht war. Im gegenwärtigen Moment werden die Fahrzeuge in der elektrischen Ausrüstung umgebaut, das erlaubt einen Wegfall der Schränke und stattdessen die Vergrößerung der Anzahl der Sitzplätze.
Ausgerüstet sind die Triebzüge mit einer Rekuperationsbremse. Die Konstruktion der Wagen ermöglicht den Betrieb auf Linien mit hohen sowie mit niedrigen Bahnsteigen. Im Vergleich mit dem ЭД9Т (ED9T) besitzen die Fahrzeuge der Reihe ЭД9M/ЭД9MK (EД9M/ED9MK) folgende Vorteile bzw. Konstruktions-Besonderheiten;
- 17 % höhere Passagierkapazität,

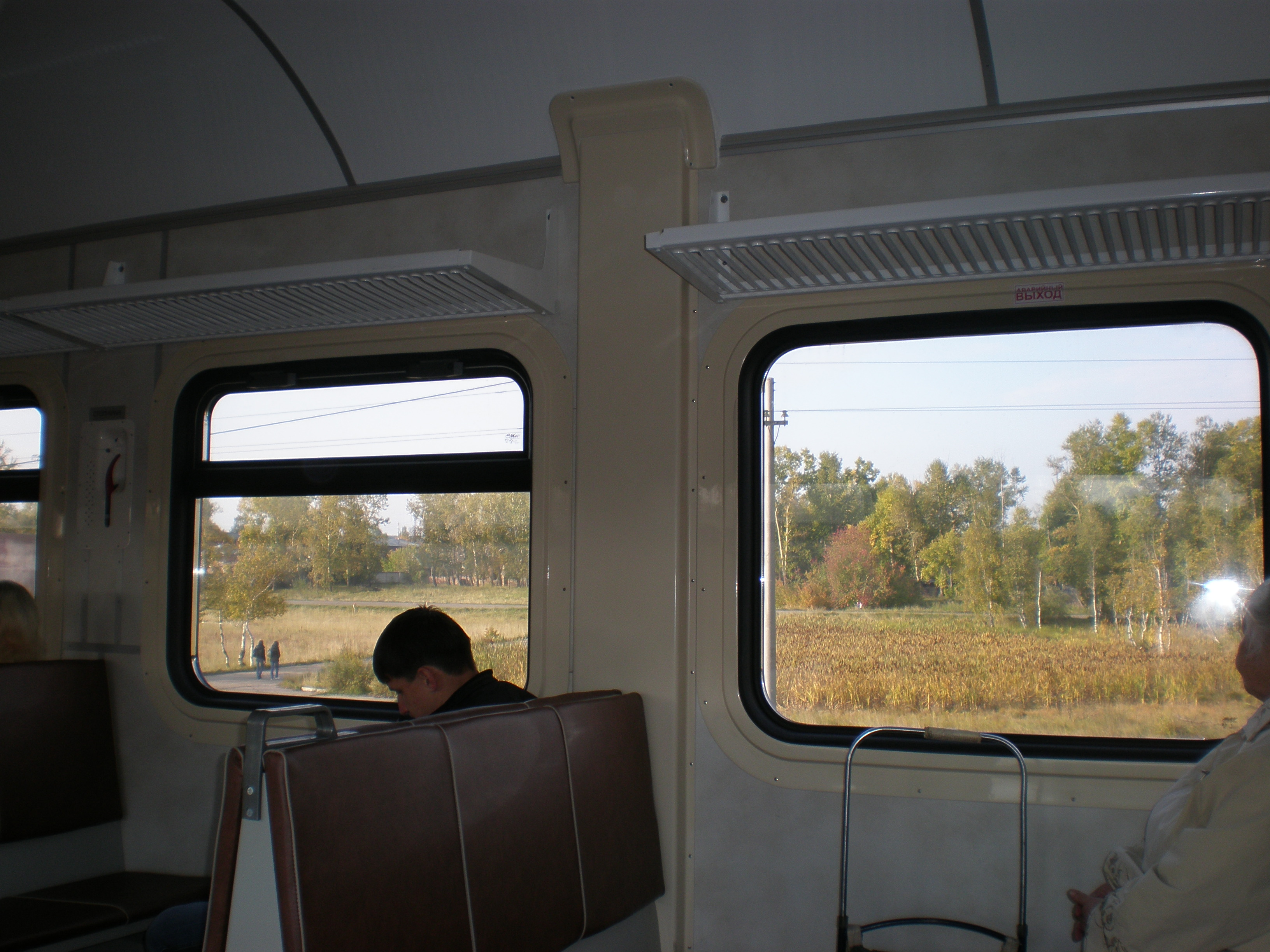
ЭД9M.023504, Ansicht des Innenraumes

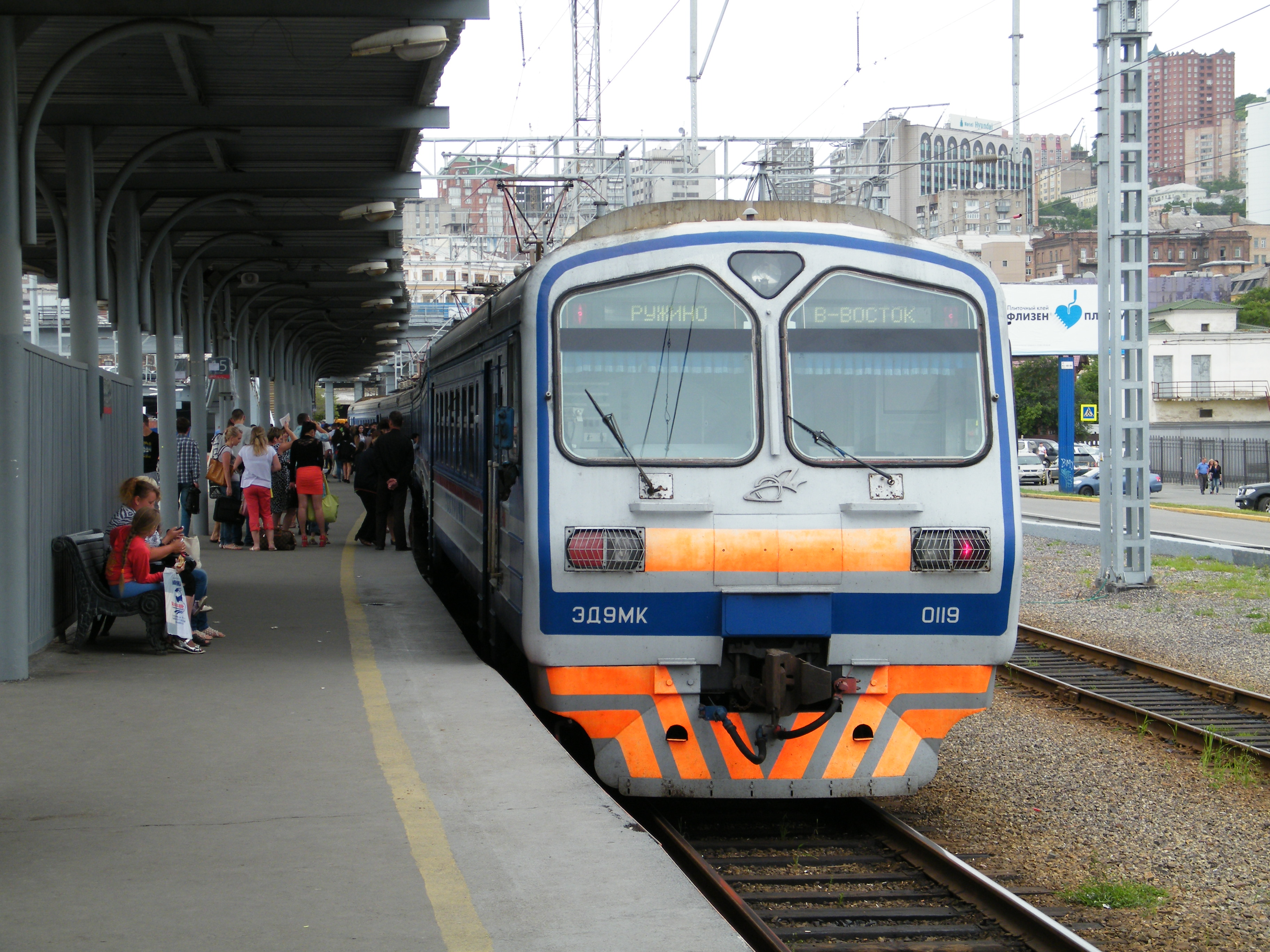
Foto des ЭД9M.0119

- größere Leistung der Traktionsfahrmotoren,
- Konstruktion der Führerstände ist komfortabler, entsprechend den damaligen Forderungen der Ergonomie,
- Möglichkeit der Bildung von Zügen mit gerader und ungerader Wagenzahl durch die Verwendung ergänzender Beiwagen,
- eine neue Architektur des Kopf-Teiles mit vergrößerten Fensterscheiben erhöht die Haltbarkeit. Elektronische Elemente werden angewendet, Scheibenwischer mit Elektroantrieb, Scheibenwaschanlage, Schlusssignale neuer Konstruktion, vereinigt in einem Block, werden angewendet. Außerdem besitzen die Scheinwerfer verkleinerte Abmessungen mit effektiverer Wirkung.
- elektronische Systeme der Signalisierung werden angewendet. Ebenso wird eine stationäre Aufstellung der Brandbekämpfung verwendet.
- es wurden Leuchtstofflampen in den Fahrgastabteilen verwendet.
- im Führerstand ist ein Block der Indizierung vorhanden. Er zeigt Informationen über Fehlerhaftigkeit und Entflammungen in den Wagen an und ermöglicht Sprachmitteilungen in den Wagen.
- die Fenster in den Fahrgasträumen besitzen Festverglasung,
- im Inneren der Wagen werden Materialien aus brandabweisenden Werkstoffen verwendet,
- ein unifizierter Sessel des Lokführers erhöht die Bequemlichkeit und die Verringerung der Vibration.

Eine große Auswahl der gelieferten Einheiten ermöglichte die Senkung des Reparatur-Aufwandes. Gleichzeitig konnte der Betriebs- und Reparaturaufwand durch die Anzahl der weniger verwendeten Motorwagen bei gleicher Länge und Sitzplatzanzahl des Gesamtzuges gesenkt werden. Durch die Produktion der Wagen mit der Länge von 21,5 m konnte ein 9-Wagen-Zug des ЭД9M/ЭД9MK (EД9M/ED9MK) einen kompletten Zehn-Wagen-Zug der Reihe ЭР9 ersetzen. Durch die Verwendung des Elektrozuges mit breiten Einstiegstüren und großen Vorräumen war außerdem ein günstigerer Verkehrsfluss für den Vorortverkehr möglich. Die Ein- und Ausstiegszeiten konnten um 40 % gesenkt werden.
Vorgesehen war die Reihe ЭД9M (ED9M) für den Vorortverkehr, die Modifikation ЭД9MK (ED9MK) war für den Transport im gehobenen Komfort (Express-Verbindungen) gedacht. ЭД9M (ED9M) und ЭД9MK (ED9MK) besaßen durchgehende Nummerierungen.

### Beschreibung des ЭД9Э (ED9E)

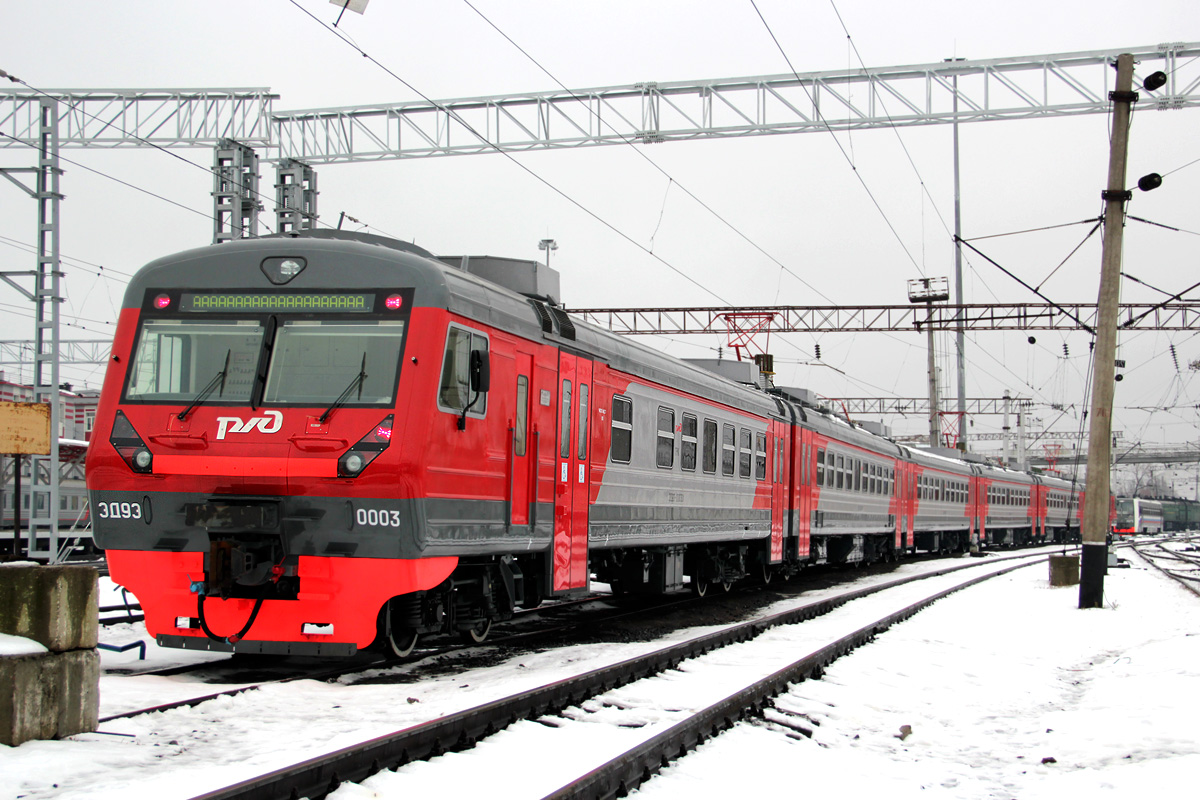
Foto des ЭД9Э.0003

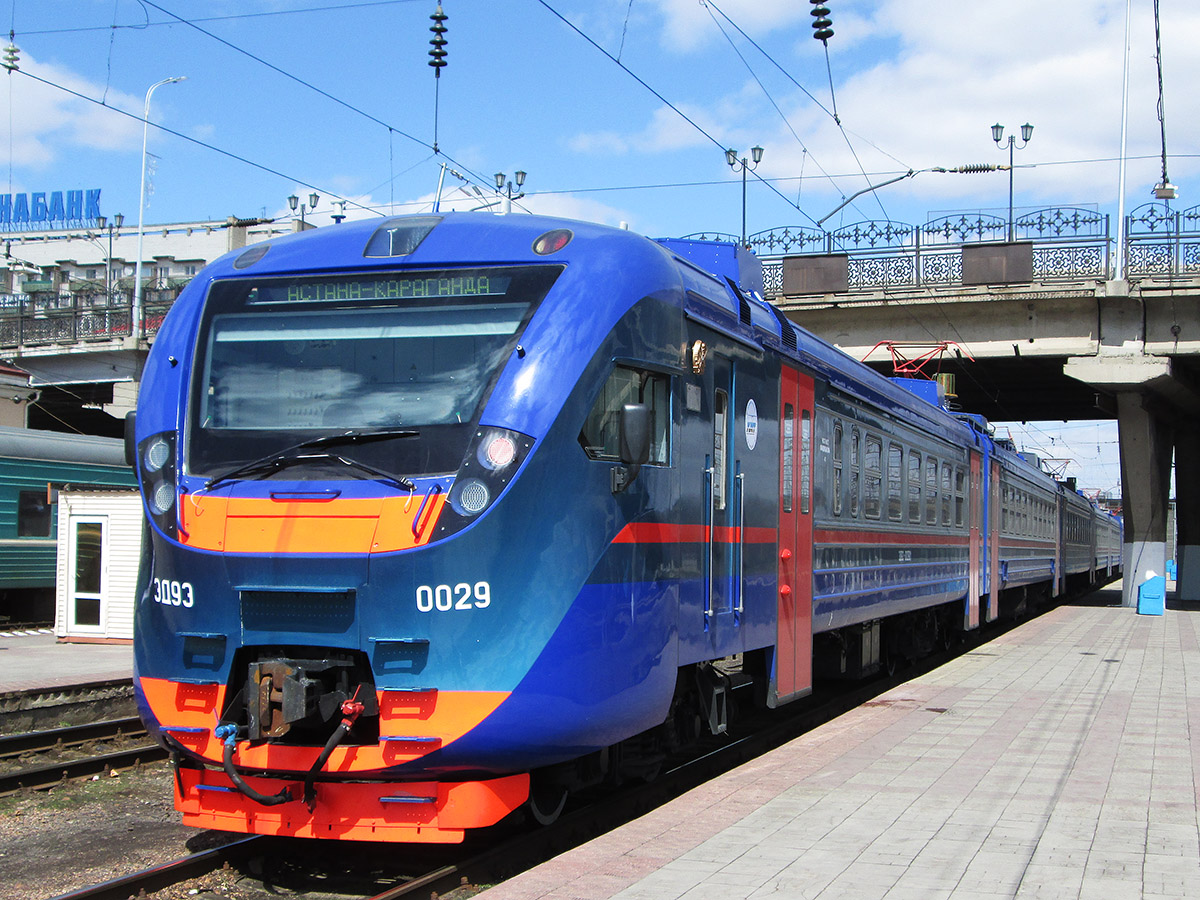
Foto des ЭД9Э.0029

2006 wurde ein Versuchszug, bestehend aus neun Wagen, mit der Bezeichnung ЭД9Э.0001 produziert. Der Zug besaß eine komplette Ausrüstung für die Energiespeicherung, was einen wirtschaftlicheren Betrieb ermöglichte. Anfang 2010 wurde das Fahrzeug in das Depot Rostow der Nordkaukasus-Eisenbahn für den ständigen Betrieb gegeben. 
Wichtiger Vorzug des ЭД9Э.0001 war die Ausrüstung mit dem Energiespar-Komplexes der Elektroausrüstung mit der Bezeichnung КЭО-25 (KEO-25), dem Umformer vom Typ ВИП-1000 (WIP-1000) sowie die Mikroprozessor - gesteuerte Verwaltung des Kraft-Antriebes, sie versorgte die fließende Regulierung der Spannung der Traktions-Elektrofahrmotoren. Die Rekuperationsbremse konnte bis zum vollständigen Anhalten des Zuges verwendet werden. Die Mikroprozessor-Steuerung und die Rekuperationsbremse ermöglichten im Betrieb des Zuges eine Energieeinsparung von 20 % bis 25 %.
2012 wurde der erneuerte Elektrozug ЭД9Э.0002 abgeliefert. Das Fahrzeuge besitzt Anlehn-Schiebetüren für den Ausstieg auf Bahnsteigen mit niedriger Höhe. Es ist vollklimatisiert und besitzt Elemente der Video-Beobachtung. Die Steuerwagen besitzen vergrößerte Vor- und Toilettenräume und Ausrüstungen für Personen mit Bewegungseinschränkungen analog dem ЭД4M (ED4M) ab der Inventarnummer 0500. Außerdem ist der Zug mit einem neuen System der Brand- und Meldesignalisation ausgerüstet. Der Vorderteil des Steuerwagens ist mit einer Anzeige der Zugzielanzeige mit 20 Zeichen ausgerüstet.
Ab 2013 wurden die Fahrzeuge (mit der Inventarnummer 0028 bis 0032) mit einer neuen Fahrerkabine ausgerüstet, analog den Fahrzeugen ЭД4M (ED4M) ab der Inventarnummer 0500. Doch im Unterschied zu den letzten wurden bei den ЭД9Э geriffelte Seitenbleche verwendet. Ein Teil der Züge wurde in Kasachstan eingesetzt.

## Technische Charakteristik des Elektrozuges ЭД9M
- die Konstruktionsgeschwindigkeit beträgt bei den Elektrozügen ЭД9Т (ED9T), ЭД9M/ЭД9MK (EД9M/ED9MK) 130 km/h,
- die hauptsächliche Zusammensetzung des Zuges besteht aus neun Wagen (bestehend aus zwei Steuerwagen, vier Motorwagen und drei Zwischenwagen)
- mögliche Variationen der Einheiten der Züge - 4 und 6 bis 11
- Länge des Elektrozuges in der Hauptzusammenstellung - 198,6 m,
- Länge eines beliebigen Zuges - n × (Anzahl Waggons) - 22,06 m,
- Länge eines Waggons über die Achse der Kupplung - 22,056 m,
- Breite eines Waggons - 3.522 mm,
- Achsstand eines Waggons - 15.000 mm,
- Breite der Türaussparung - 1.250 mm,
- Anzahl der Sitzplätze im Zug - 2.251,
- Nenn-Fassungsvermögen (Sitzplätze + 5 Personen/m²)
gesamter Zug - 2149
Steuerwagen - 205
Motorwagen - 248
Beiwagen - 249
- gesamte Stundenleistung der Fahrmotoren - 3.520 kW,
- spezifische Leistung der Traktions-Fahrmotoren - 8,58 kW/t,
- mittlere Beschleunigung bis zur Geschwindigkeit 60 km/h - 0,7 m/s²